# ホルヘ・アカポ
ホルヘ・ラモン・アカポ・マンボ（Jorge Ramón Akapo Mambo 、1992年11月21日 - ）は、赤道ギニア・マラボ出身のサッカー選手。フトゥロ・キングスFC所属。赤道ギニア代表。ポジションは、ディフェンダー。

## 代表歴
2018年に赤道ギニア代表デビューを果たした。

## 私生活
従兄弟のカルロス・アカポも赤道ギニア代表のサッカー選手。